# 伊豫鉄道甲1形蒸気機関車
伊豫鉄道甲1形蒸気機関車（いよてつどうこう1がたじょうききかんしゃ）は、伊豫鉄道に在籍したタンク式蒸気機関車である。
本項では、同系機の甲2形、甲3形、甲5形についても解説する。

## 概要
松山 - 三津間開業に備えて1888（明治21）年5月に1・2の2両が、更に松山 - 平井河原間開業に備えて1891（明治24）年11月に3・4の2両がそれぞれドイツ・ミュンヘンのクラウス社（Lokomotivfabrik Krauss & Comp.：現在のクラウス＝マッファイ社）ゼントリング（Sendling）工場で製造された。
これらは伊豫鉄道の資材調達全般を請け負った東京の刺賀商会からドイツ・ハンブルクのアッヒェンバッハ商会（Achenbach & Co.：1・2を担当）およびカール・ローデ商会（Carl Rohde & Co.：3・4を担当）を経由して発注されており、製造銘板の中央には刺賀商会の名が陽刻されていた。
なお、1・2は日本に輸入された最初のクラウス社製機関車である。

## 構造
運転整備重量7.8tの車軸配置0-4-0(B)型飽和式単式2気筒ウェルタンク機である。
板台枠の一部を仕切って水タンクとするウェルタンクの開発元であるクラウス社が手がけた本形式は、同方式を採用した日本初の蒸気機関車でもある。その成功は台枠強度の向上と低重心化、それに燃料庫容積の拡大を共に容易化するこの方式の有用性を広く知らしめることとなった。
小型の762mm軌間軽便鉄道用B型機であるが、動軸は当時の小型機関車としては珍しく重量配分を均等化する3点支持方式を採用して軌道への追従性を良好なものとしてある。また、弁装置は偏心リンクを組み合わせた外側スティーブンソン式、ボイラーへの注水は2基のインジェクタを使用する方式であった。ボイラーの煙管本数は45本、使用圧力は当時のクラウス社が標準設計として推奨していた12.4atmで、加減弁は煙突と蒸気ドームの間に独立して置かれる。
動輪は小型機であったためか一般的なスポーク式ではなく丸い穴が空けられた鋳造品によるディスク式とされ、運転台は背面に妻板のない開放型、煙突上部にリス籠形と呼ばれる独特の形状の火の粉止めが設置されているのが新造時の外観上の特徴であった。
いずれの機構・設計とも設計当時のクラウス社の標準的な作風を示し、同時代のW・G・バグナルやカー・ステュウアトなどのイギリスメーカー製小型蒸気機関車群と比較すると堅牢さや実用性の高さで勝っていた。更に製造コストやオーダーに対する納品の迅速さなどもあって、以後の日本で開業が相次いだ中小私鉄には本形式（あるいはクラウス社の設計）を範とするウェルタンク式のドイツ製小型蒸気機関車を導入する事例が相次いだ。
連結器は当時の国鉄で標準であったねじ式連結器が採用された。ただし、小型の軽便鉄道用故にバッファーは中央に1組のみとなっていた。

## 運用
伊豫鉄道の主力機関車として、増備車である甲2形や甲5形などと共に1954（昭和29）年の蒸気機関車全廃間際まで横河原・森松線を中心に長く使用された。
その間、道後鉄道および南予鉄道の合併で両社の機関車（後の甲3形および甲4形）が伊豫鉄道籍に編入され、車両形式を区分する必要が生じたことなどから、1900（明治33）年頃に甲1形という形式が与えられ、運転台背面への窓付き妻板の設置、通風力の不足を改善するための煙突火の粉止めの変更、そして高浜線の電化と連動する形で1931（昭和6）年から1937（昭和12）年にかけて順次実施された全線の762mm軌間から1,067mm軌間への改軌に伴う改軌工事、と順次改造が加えられたが、1953（昭和28）年にはDB-1形ディーゼル機関車の新製投入で余剰となった1が廃車となり、762mm軌間仕様に戻された上で貨車を改造して開業時の2軸客車を復元したものと共に道後公園内に保存された。また、同時期に同様に廃車された3も愛媛大学工学部に寄贈された。
これに対し、残る2・4もDB-1形が出揃った後に廃車となったが、こちらはいずれもそのまま解体処分されている。
もっとも、道後公園に保存された1は入園者が容易に触れる状態であったことが災いし、保存直後から心ない者に部品を次々と毟り取られて荒廃するという事態に陥ってしまった。このため、1965（昭和40）年に伊予鉄道は愛媛大学から3の返還を受け、これの部品を使って1の大修理・復元を実施し、以後は伊予鉄道直営の梅津寺パークで保存されることとなった。
なお、1967（昭和42）年に1号機は国鉄から鉄道記念物に指定されている。
文化財は1968（昭和43）年年に愛媛県指定有形文化財の民俗資料となり、1977年に同県指定文化財の歴史資料に変更した。
梅津寺パークは入園者の減少から2009（平成21）年3月15日限りで閉園となったが、1は有料公園（梅津寺公園）となった敷地内で現存する最古の軽便機関車として、引き続き保存展示されている。

## 甲2形[3]
横河原線の延伸に伴い、1898（明治31）年にクラウス社より5・6号機が導入。甲1形とは動輪の直径や煙突の形状などが異なる。
6号機はDB1形への改造のため、1952（昭和27）年に廃車。5号機は1956（昭和31）年に廃車されている。

## 甲3形[3]
道後鉄道の1・2号機を甲3形7・8号機として引き継いだ。主要諸元は甲1形と同様である。製造はクラウス社のようであるが、書類上はイギリスのポーリングアンドロー社の製造となっている。これは輸入代理店の名称を誤って製造所としたためとみられている。
1935（昭和10）年に8号機が譲渡され、7号機は郡中線電化に伴い余剰となったため、1952（昭和27）年に廃車されている。

## 甲5形[4]
運行本数増加に伴い、1901（明治34）年に11・12号機を、連結量数増加に伴い、1908（明治41）年に13・14号機を甲1形と同じくクラウス社より導入した。甲2形と同型で1956（昭和31）年に廃車された。

## レプリカ
夏目漱石の「坊つちやん」に登場する列車（坊っちゃん列車）のモデルとなった車両でもあったため、本形式は知名度・人気共に高い。伊予鉄道本社前と愛媛県総合科学博物館に実物大のレプリカが展示され、更に1977（昭和52）年には松山市の機械メーカー・米山工業の手により走行可能なほぼ完全なレプリカが、そして2001（平成13）年10月にはディーゼル動力ながら伊予鉄道松山市内線で営業運転を行うことを目的としたレプリカ（D1形）が製造されている。なお伊予鉄道本社前に置かれていたレプリカは、2016（平成28）年12月に本社ビル内に開設された坊っちゃん列車ミュージアムに移動している。

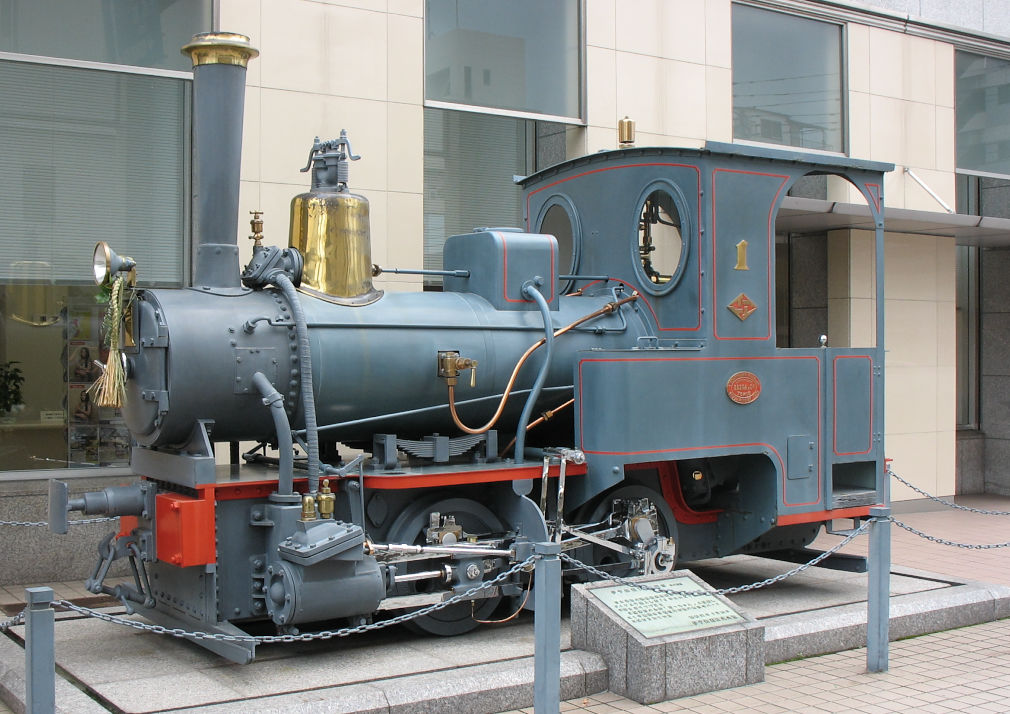
伊予鉄道本社ビル前の「坊っちゃん列車」1号機関車（レプリカ）